# Rio Braço do Norte

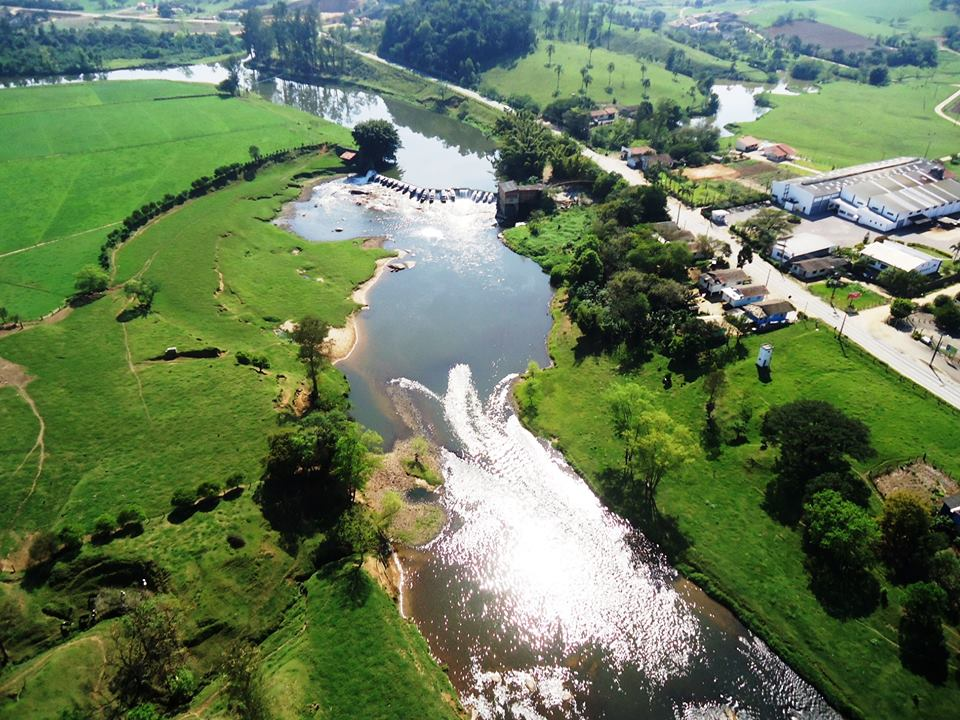
Le Rio Braço do Norte.

Le rio Braço do Norte est une rivière brésilienne de l'État de Santa Catarina.
Elle naît dans la serra da Boa Vista (massif de la serra Geral) sur le territoire de la municipalité d'Anitápolis. Il s'écoule du nord au sud et constitue l'un des principaux affluents du rio Tubarão qu'il rejoint non loin du centre de la municipalité de Pedras Grandes.
La vitesse de ses eaux le rend idéal pour la pratique du rafting.